# Ergotimos et Kleitias
Ergotimos (en grec ancien : Έργότιμος), céramiste grec du VIe siècle av. J.-C. né en Attique, est connu pour avoir réalisé un vase de grande dimension, chef-d’œuvre de la céramique grecque et daté de 570 av. J.-C., appelé le vase François, cratère de l’art attique.
Kleitias ou Clitias (en grec ancien : Κλειτίας), aussi né en Attique au VIe siècle av. J.-C., associé à Ergotimos, a peint le vase François selon la technique des figures noires, représentant diverses scènes de la mythologie grecque selon 270 figures.